# ویتکووو
ویتکووو (به صربی: Vitkovo) یک منطقهٔ مسکونی در صربستان است که در الکساندراواک واقع شده‌است. ویتکووو ۴۸۸ نفر جمعیت دارد.